# Breitspur Planungsgesellschaft mbH
Breitspur Planungsgesellschaft (BPG) - багатонаціональне спільне підприємство, метою якого є створення ширококолійної транспортної лінії Кошиці—Відень. Товариство засноване чотирма країнами-учасницями, кожна з яких володіє 25% акцій компанії: Австрія (Австрійські федеральні залізниці - ÖBB-Infrastruktur Словаччина (Залізниці Словацької республіки) Україна (Укрзалізниця) та Росія (Російські залізниці)
Компанія була створена у 2008 році для забезпечення безперервного та єдиного логістичного коридору між Азією і Європою. Досягненню цієї мети сприятиме продовження наявної 1 520-міліметрової лінії до регіону міст-побратимів Відень-Братислава у центрі Європи.
Серед головних принципів проекту - економічна доцільність, екологічна сталість, міжнародне співробітництво та соціальне забезпечення. Наразі проект проходить екологічну оцінку, відбувається загальне планування та затвердження. Реалізація повинна офіційно розпочатись до 2033 року.
Останнім часом спостерігається значне пожвавлення діяльності, яка сприяє зростанню економічного обміну між двома найбільш економічно розвиненими континентами світу - Європою та Азією. З'явилися зацікавлені групи та бізнес-майданчики, які прагнуть долучитись до розподілу фінансових ресурсів,обсяг яких за оцінками різко зросте у найближчі кілька років. Серед них є і такі проекти, як «Новий шовковий шлях» та Breitspur Planungsgesellschaft. BPG виступає доповнюючим проектом до основних ініціативу цій сфері. Його головна мета - розширити економічну співпрацю між двома континентами, дотримуючись принципів сталості, зростання та безпеки людини.
Факти та цифри
Співвідношення ширини колії: Одноколійна електрифікована залізнична лінія із роз'їздами і вузловими станціями тільки для вантажних перевезень станеефективним та екологічно чистим логістичним рішенням. Вона буде інтегрована із трансконтинентальною залізничною мережею із шириною колії 1 520 мм,  а також стикуватиметься із європейською залізничною мережею із шириною колії1 435 мм.
Перевантажувальні платформи і технічне обслуговування:
- Термінал у Західній Словаччині (регіон Нове Замки).
- Перевантажувальний залізничний термінал у регіоні міст-побратимів Відень-Братислава (Австрія).
- Технічне депо (Східна Словаччина, Ганіска).

Очікуваний період завершення будівництва - 100 місяців. Нові робочі місця, що пов'язані з будівництвом проекту, забезпечать додану вартість у28,6 млрд євро у чотирьох країнах-учасницях. Очікуваний обсяг податкового доходу попередньо оцінюється у 9,6 млрд євро. Прогнозований обсяг перевезень у 2030 році становитиме18,2 млнт вантажу. До 2050 року ця цифра повинна зрости до 22,9 млн т
Результати досліджень підтверджують технічну, правову та економічну доцільність створення ширококолійної вантажної транспортної лінії між Кошицями та регіоном міст-побратимів Відень-Братислава.

## Опис компанії BPG
Breitspur Planungsgesellschaft належить, управляється та підтримується чотирма рівними партнерами з Австрії, Словаччини, України та Росії. Кожна з цих країн представлена національним залізничним оператором.

### OBB-Infrastruktur
ÖBB-Infrastruktur – дочірня компанія ÖBB-Holding AG, холдингової компанії, яка повністю належить австрійській державі, при Міністерстві транспорту. У сучасному вигляді вона працює з серпня 2009 року.
Щороку ÖBB-Infrastruktur інвестує понад два мільярди євро у залізничні проекти. Серед найбільш відомих - розширення Південної лінії (лінія Поттендорф, Земмерінзький базисний тунель, залізниця Коральм), чотириколійне розширення Західної лінії, будівництво перехоплювальних паркінгів та автоматизація сигналізації, контролю і управління інформацією про клієнтів.
Серед обов'язків OBB-Infrastruktur в рамках проекту Breitspur - будівництво базових терміналів, об'єктів та необхідної інфраструктури в Австрії

### Залізниці Словацької республіки (ŽSR)
Компанія функціонує у сучасному вигляді з 1 січня 2002 року. Вона надає транспортні послуги, що відповідають інтересам державної транспортної політики та вимогам ринку, включаючи суміжну діяльність.
Залізниці Словацької республіки - компанія, яка повністю належить державі та відповідає за всі аспекти управління залізничною мережею в Словацькій Республіці. Разом із своїми дочірніми компаніями ZSSK та ZSSK Cargo вона знаходиться під контролем Міністерства транспорту та будівництва Словацької Республіки.Залізниці Словацької республіки надають послуги, пов'язані з експлуатацією залізничної інфраструктури, встановлюють та експлуатують залізничні, телекомунікаційні та радіомережі, будують та підтримують залізничну інфраструктуру.
Компанія є одним із чотирьох партнерів проекту Breitspur і відповідає за майбутнє будівництво залізничної мережі, базових терміналів та будівництво необхідної додаткової інфраструктури у Словацькій Республіці.

### Укрзалізниця
Компанія було заснованав 1991 році, перебуває у власності держави та знаходиться під контролем Міністерства інфраструктури України. Оператором громадського залізничного транспорту є Державна адміністрація залізничного транспорту України «Укрзалізниця», створена у грудні 1991 р. Сфера управління Укрзалізниці охоплює Донецьку, Львівську, Одеську, Південну, Південно-Західну та Придніпровську залізниці, а також інші підприємства та організації інтегрованих промислово-інженерних комплексів, що забезпечують перевезення вантажів та пасажирів.
Ця 13-та найбільша залізниця у світі буде відповідати за будівництво залізничної мережі, базових терміналів та додаткових об'єктів, пов’язаних із BPG в Україні.

### Російські залізниці (РЖД)
Компанія «Російські залізниці» у своїй нинішній організаційній структурі була створена постановою уряду РФ від 18 вересня 2003 р. № 585. Це державна вертикально інтегрована залізнична компанія, яка надає послуги для стабільної роботи промислових підприємств, своєчасно постачає товари першої необхідності в найвіддаленіші куточки країни і є найдоступнішим транспортом для мільйонів громадян. Наразі послуги з вантажної логістики надають дві спеціалізовані компанії під наглядом Російських залізниць. Це GEFCO (частково належить компанії) та RZD Logistics (повністю належить).
Російські залізниці є одним із чотирьох партнерів проекту і відповідає за майбутнє будівництво залізничної мережі, базових терміналів та додаткової інфраструктури, необхідної у Російській Федерації.

## Проект
Breitspur Planungsgesellschaft - це масштабний та багатонаціональний проект, метою якого є створення ширококолійної залізничної мережі, що поєднає Європу та Азію. Проект ґрунтується на появі нових ринків Азії, які швидко розвиваються та дають чудову можливість для інтенсивного та процвітаючого економічного співробітництва із уже розвиненим та економічно зрілим континентом – Європою. Незважаючи на те, що обидва континенти вже економічно пов'язані між собою, ціль проекту полягає в уніфікації наявної мережі маршрутів, а отже, створенні однієї синхронізованої системи вантажоперевезень. Основними принципами, які лежать в основі проекту, є економічна доцільність, екологічна сталість, міжнародне співробітництво та соціальне забезпечення.

### Цілі проекту
Мета проекту - створити стійкий транспортний коридор. Серед передбачених цілей - 4 основні напрями:
- Екологічна вигода - зменшення рівня викидів CO2, що виникають внаслідок менш екологічних засобів перевезення вантажів.
- Економічна вигода - створення 17 500 нових робочих місць на етапі будівництва та 3500 постійних робочих місць на головній розподільчій станції.
- Скорочення терміну транспортування - час, необхідний для перевезення вантажів з Владивостока до Відня має скоротитись до 15 днів.
- Переваги для країн і регіонів, які не мають прямих виходів до морських портів[10].

## Організаційна структура
Breitspur Planungsgesellschaft є акціонерним товариством, яке належить і управляється чотирма компаніями-партнерами. Найвищий рівень управління складається з представників компаній, кожен з яких має досвід у відповідних сферах проекту.
Олександр Ширхубер  представляє Австрійські федеральні залізниці в керівництві BPG з липня 2018 року. До цього він працював менеджером з питань експорту в GAZ International, експортній філії Групи ГАЗ, найбільшому російському виробнику комерційних автомобілів, та з 2016 року накопичував досвід роботи у Росії та Африці.
Петер Ондроушек упродовж чотирьох років працював генеральним директором з питань дорожнього, водного та повітряного транспорту Міністерства транспорту і будівництва Словацької Республіки. Також працював заступником голови ради директорів Транспортного банку, має досвід роботи на кількох урядових посадах. Усі очолювані паном Ондроушеком посади були безпосередньо пов'язані з транспортними системами, дорожньою інфраструктурою та залізницями. У 2009 році Петер Ондроушек приєднався до Breitspur Planungsgesellschaft як один із чотирьох управляючих директорів.
Юрій Павлишинець був призначений управляючим директором компанії Breitspur Planungsgesellschaft у грудні 2018 року. З жовтня 2017 року він обіймає посаду директора Департаменту корпоративного управління АТ «Укрзалізниця», де керує командою професіоналів, що відповідають за усі юридичні аспекти управління акціями, якими володіє АТ «Укрзалізниця» в юридичних особах.
Михайло Гончаров з 1992 до 2005 р. працював у міжнародних консультаційних компаніях по всьому СНД і поза його межами у сфері стратегічних комунікацій, фінансових відносин та відносин з інвесторами, а також у сфері спеціалізованого управління кризами. З 2007 року обіймав посаду радника керівників «РЖД» та займався багатонаціональними залізничними проектами. З 2009 року Михайло Гончаров є одним з чотирьох представників акціонерів Breitspur Planungsgesellschaft.

## Історія
2008 р. - Заснування спільного підприємства Breitspur Planungsgesellschaft, кожен з чотирьох партнерів одержав 25% акцій компанії.
2010 р. - Компанії-засновниці підписали у Братиславі угоду, яка запустиларозробку попереднього техніко-економічного обґрунтування проекту.
2011 р. - Техніко-економічне обґрунтування було завершено і остаточно підтвердило технічну та комерційну доцільність проекту.
2013 р. - Підписано меморандум про взаєморозуміння між залізничними компаніями-учасницями.
2017 р. – Результати наступних техніко-економічних обґрунтувань підтвердили технічну, правову та економічну обґрунтованість широкомасштабного зв’язку між Кошицями та регіоном-побратимом Відень-Братислава.
2018 р. - Розпочато взаємодію із органами державної влади в Австрії та Словаччині.
2019 р. - на сайті Міністерства транспорту, інновацій і технологій Австрії була опублікована екологічна декларація проекту.
2033 р. - Заплановано початок експлуатації (нова залізниця між Кошицями та регіоном міст-побратимів Відень-Братислава, а також два нових термінали в Австрії та Словаччині).